# Comuna Jovtneve, Korop
Jovtneve (în ucraineană Жовтневе) este o comună în raionul Korop, regiunea Cernihiv, Ucraina, formată din satele Iehorivka, Jovtneve (reședința), Nakot și Sîneavka.

## Demografie
Componența lingvistică a comunei Jovtneve
     Ucraineană (98,81%)
     Rusă (1,07%)
     Alte limbi (0,12%)
Conform recensământului din 2001, majoritatea populației comunei Jovtneve era vorbitoare de ucraineană (98,81%), existând în minoritate și vorbitori de rusă (1,07%).